# Rauf Mehdiyev
Rauf Mehdiyev (ur. 17 października 1976 w Baku, Azerbejdżan) – azerski piłkarz występujący na pozycji bramkarza w klubie Neftçi PFK, do którego trafił latem 2010 roku. W reprezentacji Azerbejdżanu zadebiutował w 2004 roku. Do 10 października 2013 roku rozegrał w niej 5 meczów.